# Brackenridgea fascicularis
Brackenridgea fascicularis är en tvåhjärtbladig växtart. Brackenridgea fascicularis ingår i släktet Brackenridgea och familjen Ochnaceae.

## Underarter
Arten delas in i följande underarter:
- B. f. fascicularis
- B. f. mindanaensis